# Michèle Le Bris
Pour les articles homonymes, voir Le Bris.
Scènes principales
Opéra-Comique
Opéra de Paris
Michèle Le Bris est une cantatrice (soprano) et une pédagogue française, née le 17 mars 1935 à Saint-Pierre-la-Garenne et morte le 3 août 2018 à Évreux.

## Biographie
Elle débute en 1959 à l'Opéra-Comique dans le rôle de Musette de La Bohème. Lauréate d'un premier prix au Conservatoire de Paris en 1960, elle entre l'année suivante à l'Opéra de Paris où elle devient la plus jeune chanteuse à interpréter le rôle de Marguerite dans Faust. Elle y incarnera également  Tosca, Lady Macbeth dans Macbeth et Madeleine de Coigny dans Andrea Chénier.
Après avoir mis un terme à sa carrière au début des années 1980, elle enseigne le chant au Conservatoire de Paris.

## Répertoire
- André Campra : Tancrède
- Gaetano Donizetti : La Fille du régiment (la marquise de Birkenfeld)[7]
- Umberto Giordano : Andrea Chénier (Madeleine de Coigny)
- Charles Gounod : Faust (Marguerite)
- Fromental Halévy : La Juive (Eudoxie)[8]
- Ferdinand Hérold : Le Pré aux clercs (Marguerite de Navarre)
- Emmerich Kálmán : Princesse Czardas (Sylvia Maresco)
- Jules Massenet :
  - Hérodiade (Salomé)[9]
  - Thaïs (rôle-titre)
- Francis Poulenc Dialogues des carmélites (Madame Lidoine)[7].
- Giacomo Puccini :
  - La bohème (Musetta)
  - La fanciulla del West (Minnie)
  - Madama Butterfly (Cio-Cio San)
  - Tosca (rôle-titre)
- Gaspare Spontini : La Vestale (Julia)
- Giuseppe Verdi :
  - Macbeth (Lady Macbeth)
  - La traviata (Violetta)
  - Il trovatore (Leonora)
  - Un ballo in maschera (Amelia)